# Jean Denis Römer
Jean Denis Römer (* 13. Juni 1967 in Berlin) ist ein deutscher Film- und Theaterschauspieler sowie Synchronsprecher.

## Leben
Jean Denis Römer ist der Sohn eines Werkzeugmachers und einer Kindergärtnerin. Er wuchs in Ost-Berlin auf. In den Jahren 1977 bis 1979 war er Mitglied im Knabenchor Omnibus und absolvierte zahlreiche Auftritte, beispielsweise bei Ein Kessel Buntes im Fernsehen der DDR. Er war unter anderem als Baufacharbeiter, Berufssoldat, Wachmann, Abiturient und Hauspfleger tätig. Ehrenamtlich engagierte er sich ab Mitte der 1990er Jahre für einige Jahre in der Jugendclubszene.
Von 1992 bis 1996 nahm Römer privaten Schauspielunterricht bei S. Wartmann und C. Rabahri. In den Jahren 2000 bis 2004 war er im Schauspieltraining bei Ilka C. Felcht. Er spielte in vielen Produktionen der freien Berliner Theaterszene; unter anderem 1999 im Theater am Kurfürstendamm im Stück Cabaret unter der Regie von Michael Wedekind, im Jahr 2000 im Theater des Westens in der Rolle des Orje in dem Stück Zille sein Milljöh des Regisseurs B. Köllinger und 2005 im Saalbau Neukölln in der Rolle des Herrn John in Die Ratten unter der Regie von Rüdiger W. Kunze. 2008 stand er in der Nollywood-Star-Show Loving Lagos unter der Regie von Charles Inojie auf der Bühne des Berliner HAU. Mit der freien Gruppe Wild Bunch Theater arbeitet er seit 1997 bis heute und war auf vielen nationalen und internationalen Theaterfestivals u. a. in Süd-Korea, den USA, Brasilien, Kanada, Litauen, Russland, Belgien, Ungarn, Mazedonien, England, Frankreich, Tschechien und der Schweiz vertreten.
Im Film war er anfangs in den Jahren 1997 bis 2000 für mehrere Folgen in der Daily Soap Gute Zeiten, schlechte Zeiten zu sehen. Danach spielte er in vielen kleinen TV- und Kinorollen, so u. a. 2002 in dem Actionthriller Maximum Speed – Renn um dein Leben des Regisseurs Sigi Rothemund und 2006 in Der Rote Kakadu (Regie: Dominik Graf). Er wirkte auch in der Pilotfolge der Serie KDD von Matthias Glasner mit, in der 3. Staffel von Weissensee unter der Regie von Friedemann Fromm sowie in Christoph Hochhäuslers Beitrag zur Film-Trilogie Dreileben und Unsere Mütter, unsere Väter und mehrmals unter der Regie von Roland Suso Richter im Spreewaldkrimi, im Tatort Schwarze Tiger, weiße Löwen und in Die Grenze.
Mit dem Regisseur Florian Anders (PeeWee Horris) arbeitet er seit 2005 Franziska Spiegel – Eine Erinnerung kontinuierlich in oft anspruchsvollen Charakterstudien. In seinem ersten Kinofilm Feet in the Mouth spielt er einen Vergewaltiger. 2021 hatte der neue Kinofilm Ich kauf mir deine Angst bei den Hofer Filmtagen Premiere. J. D. spielten einen rechten Wutbürger an der Seite von Samuel Koch. 2023 war er erneut in einer Rolle im neuen Filmprojekt Hör mir zu dabei.
2011 war er in einer tragenden Rolle als Geisel in der nigerianischen Kinoproduktion In the Creek von Tarila Thompson dabei. Die ca. sechswöchigen Dreharbeiten mit internationaler Crew fanden in Bayelsa/Nigerdelta statt. Der Film soll noch fertig gestellt werden. Ende 2012 spielte er in einer der Hauptrollen einen Pädophilen im indischen Arthouse-Film Baga Beach, der unter der Regie von Laxmikant Shetgoankar in Goa gedreht wurde. Der Film feiert im November 2013 seine festliche Welturaufführung beim internationalen Filmfestival IFFI in Goa. Außerdem wirkte er 2010 auch in den englischsprachigen Filmproduktionen Hitlers Grave von Daryush Shokof und 2012 in For those whose god is dead von Jeremiah Mosese mit.
Die Kurzfilme AARGH von Philip Hillers, The Document, Die Fliege, Ebene 4 und Reise ohne Rückkehr-Endstation Frankfurter Flughafen und der Kinofilm Afterwards von Kivmars Bowling liefen auf vielen nationalen und internationalen Festivals und wurden mehrfach prämiert. Im Kinofilm Glanz & Gloria (2012) war er auch in einer der Hauptrollen mit Alexander Marcus und Bela B. zu sehen. Im Kinofilm Vergrabene Stimmen (2012) von und mit Numan Acar war er in einer Nebenrolle in einem prominent besetzten Berliner Gangsterdrama zu sehen.
2021 feierte der Film Mit reinem Gewissen von Jan Wilde beim Achtung Berlin – Filmfestival seine Premiere. J.D. spielte eine Ensemble-Hauptrolle, an der Seite von Dieter Rita Scholl und Idil Üner u. a. Er war auch für das Coaching der Schauspieler bei den Proben zuständig.
Mit Ugly führte er erstmals Regie in einem Kurzfilm. Leander Lesotho spielte die Hauptrolle. Einen zweiten eigenen Kurzfilm hat er gerade beendet.
Mit dem Independent-Film-Regisseur Tor Iben hat er in den letzten Jahren häufiger gearbeitet. Eine Hauptrolle spielte er gerade in einem neuen Film-Projekt.
Zuletzt hatte er eine einprägsame Rolle als Nazi-Richter in dem neuen Kinofilm In Liebe eure Hilde von Andreas Dresen, der auf der diesjährigen Berlinale uraufgeführt wurde. Er hat auch in zahlreichen Rap-Musikvideos u. a. für Capital Bra, Azet, Flexis & Chefket, Bozza, Bones MC u. a. mitgespielt. Zuletzt auch für SDP, Tiger Lillies, Pain und Universal Mind.
Als Synchronsprecher/Sprecher war er in einigen Produktionen aktiv, unter anderem in dem Kinofilm Out in Ostberlin der Regisseure Jochen Hick und Andreas Strohfeldt, dem Dreiteiler Der Wunschbaum des Regisseurs Dietmar Klein und für das Aktionsbündnis gegen AIDS/-Medikamente für Afrika. Er war als Sprecher auch für Imagefilme über Trebbin und für die Firma BDBOS, einem Berlin-Audio-Stadtführer und in einigen Teasern für das „Zauberschloss“ im FEZ als „sprechender Hut“ sowie 2023 für den Kino-Dok-Film Der laute Frühling tätig. Mit dem Aktionskünstler Ori Jauch hat er zwei Kunstvideos verwirklicht, u. a. als Sprecher und Erzähler.
Römer lebt in Berlin-Prenzlauer Berg.

## Filmografie (Auswahl)
- 2002: Das Leben geht weiter (TV-Film)
- 2003: Wunschkinder und andere Zufälle
- 2005: Franziska Spiegel – Eine Erinnerung (Regie: Florian Anders)
- 2006: Vier Fenster (Regie: Christian Moris Müller)
- 2007: Die Fliege
- 2008: Rosa Jungs (Regie: Hannes Hirsch)
- 2009: Der Kriminalist (TV-Serie)
- 2009: Die Wölfe (TV-Dreiteiler)
- 2009: KDD – Kriminaldauerdienst (Pilot) (TV-Serie)
- 2010: Familie Fröhlich – Schlimmer geht immer
- 2011: Die vierte Macht (Regie: Dennis Gansel)
- 2011: Tatort: Schwarze Tiger, weiße Löwen
- 2012: Feet in the Mouth (Regie: Florian Anders)
- 2012: Glanz & Gloria (Regie: Andreas Coupon)
- 2012: In the Creek (Regie: Tarila Thompson)
- 2012: Spreewaldkrimi: Feuerengel (TV-Film)
- 2013: Baga Beach (Regie: Laxmikant Shetgaonkar)
- 2013: Heiter bis tödlich: Hauptstadtrevier (TV-Serie)
- 2013: Unsere Mütter, unsere Väter (Regie: Philipp Kadelbach)
- 2013: Vergrabene Stimmen (Regie: Numan Acar)
- 2013: The Document
- 2015: Weissensee – (3. Staffel der TV-Serie)
- 2015: Im Namen meines Sohnes (ZDF/Regie: Damir Lukačević)
- 2016: Paradies (Regie: Andrei Kontschalowski)
- 2016: Babylon Berlin (2019) (Regie: Tom Tykwer – 1. Staffel)
- 2016: Wo willst du hin, Habibi? (Tor Iben)
- 2017: In Zeiten des abnehmenden Lichts (Regie: Matti Geschonneck)
- 2017: Die Protokollantin
- 2017: Wir lieben das Leben (Regie: Sherry Hormann)
- 2019: Kommissarin Heller: Herzversagen
- 2019: Freies Land (Regie: Christian Alvart)
- 2019: Mit reinem Gewissen (Regie: Jan Wilde)
- 2019: Der Kriminalist (TV-Serie)
- 2020: Ich kauf mir deine Angst (Regie: Florian Anders)
- 2022: Die Drei von der Müllabfuhr – Zu gut für die Tonne (Regie: Hagen Bogdanski)
- 2023: SOKO Wismar
- 2023: We will never die (Tor Iben)
- 2024: Hör mir zu (Regie: Florian und Victoria Anders) (TV-Serie)

## Theaterrollen (Auswahl)
- 2022–2024: Morgen reden wir über gestern Wild Bunch Theater Berlin, Regie: Clarissa Schewe
- 2013–2016: Die kleinen Honigdiebe Wild Bunch Theater Berlin, Regie: Ilka C.Felcht
- 2010: Kunst & Kapital Theaterkapelle Berlin / HFS, Regie: N. Mockridge
- 2008: Going to LagosHAU 2 Berlin/Nollywood Extraverganza, Regie: Charles Inoji
- 2005: Die Ratten nach Gerhart Hauptmann, Saalbau Neukölln Berlin, Regie: Rüdiger W. Kunze
- 2005: Herbstzeitlose Rote Laterne Berlin, Regie: Orsa Repp
- 2000: SommerGäste nach M. Gorki, RAW-Tempel Berlin, Regie: Jochen Henke
- 2000: Zille sein Milljöh Theater des Westens Berlin, Regie: Dr. B. Köllinger
- 2000: Spirit Connected The Deptford Albany Greenwich, Regie:Szu Chao Kao
- 1997–2020: Request Stop Wild Bunch Theater Berlin, Regie: Ilka C.Felcht

## Preise
- 2021: Mit reinem Gewissen beim Achtung Berlin – Filmfestival
- 2021: Ich kauf mir deine Angst bei den Hofer Filmtagen
- 2014: Sharvani Productions’ - INDIAN NATIONAL AWARD – Best Konkani Film für BAGA BEACH
- 2014: Vergrabene Stimmen Max-Ophüls-Festival
- 2013: Hessischer Hochschul-Filmpreis für Pieces of Venus
- 2013: The Document beim Filmfestival in Cannes
- 2010: Aargh beim Max-Ophüls-Festival
- 1998: Henessy Award für Werbefilm Bosch-Manuel, Helga & Jürgen, 3. Preis